# ルートヴィヒ・フォン・ケッヘル
ルートヴィヒ・アロイス・フェルディナント・リッター・フォン・ケッヘル（ドイツ語: Ludwig Alois Ferdinand Ritter von Köchel, 1800年1月14日 - 1877年6月3日）は、オーストリアの音楽学者、作曲家、植物学者、鉱物学者、教育者。正確にはケッヒェル['kœçəl]。1862年にモーツァルトの全作品目録を出版、そこで作品に振られた番号はケッヘル番号として現在も使われている。

## 生涯
1800年1月14日、オーストリア・ニーダーエスターライヒ州のシュタインで生まれた。モーツァルト没後9年、ハイドンはまだ存命、ベートーヴェンは難聴に苦しんでいた頃である。父はシュタインに置かれたパッサウ司教宮殿の管財人のヨハン・ゲオルクで、祖父や叔父は市長を務めた名家の出。1810年代後半に大学に通うためにウィーンに移り住むまで、この生地シュタインで育った。その間、隣町クレムスのギムナジウムで学び、1816年に最優秀の成績で卒業している。この卒業の年、地元シュタインでモーツァルトフェスティバルが開かれているが、企画運営の中心に父のヨハン・ゲオルクがいるなど、当時さほど人気が高いわけではなかったモーツァルトが比較的身近な環境のなかで育っている。
ウィーン大学で法律を学んだ後、カール大公の財産管財人を務めるさる貴族の家の家庭教師となり、さらにその貴族の知合いである伯爵家の家庭教師へと出世。1827年には法学博士号を取得、同年カール大公一家の家庭教師にまで上り詰めた。ケッヘルは大公の宮殿（現在のアルベルティーナ美術館）内に居住することになる。同僚にはフィリップ・マイヤー（1798年-1828年）やフランツ・シャールシュミット（1800年-1887年）などがいた。翌1828年から2年にわたり、鉱物学者のフリードリッヒ・モースがウィーンの帝立鉱物標本館に招かれて行った講義を聴講、幼い時からの鉱石蒐集に更に熱が入る。植物学への貢献も高く、晩年にはウィーンの帝立動植物協会の終身会員に推挙されるまでになる。
1842年、カール大公の子供たちが成長したのに伴い家庭教師の職を辞す。その際レオポルト騎士団勲章を授与され貴族に叙せられた。翌年にはウィーン楽友協会の副総裁に選出された。1848年革命で混乱するウィーンを離れてテシェンに引越し、その2年後ザルツブルクへと移った。このモーツァルトの故郷には1850年から1863年まで10年以上暮らし、彼の作品目録作成に取り組んだ。また鉱石学にも引続き関心を持ち、『ザルツブルク公国の鉱石』（1859年）に結実する。
1851年、ケッヘルの友人フランツ・ローレンツから著作『モーツァルトのこと』が送られてくる。そこにはモーツァルトの作品が散逸してしまうのではないかという懸念が表明されていた。それに刺激を受けたケッヘルは作品目録の作成を開始した。完成した目録は1862年にブライトコップ社から『モーツァルト全音楽作品の年代別主題別目録 Chronologisch-thematisches Verzeichniss sämmtlicher Tonwerke Wolfgang Amade Mozart's』として出版された。
翌年再びウィーンに居を移し、ブライトコプフ社にモーツァルト全集の出版を要請するかたわら（ケッヘル没年の1877年にようやく刊行が開始される）、モーツァルト関連の小論を発表したり、ベートーヴェンの書簡集を編纂したり、オーストリアの宮廷音楽の歴史に関する本を出版するなど旺盛な活動を行う。1871年、ヨハン・ヨーゼフ・フックス研究の功績を讃えられてウィーン楽友協会の名誉会員になった。翌年作品目録を附録とするフックス伝を刊行。1877年、ウィーンにて死去。追悼式ではモーツァルトの『レクイエム』が演奏された。中央墓地に眠っている。

## モーツァルト全作品目録
ケッヘルが編集したモーツァルトの作品目録は、1761年に作曲された『クラヴィーアのためのメヌエット ト長調』から、絶筆の『レクイエム』までの626曲を作曲時代順に配列した目録。譜例、小節数、自筆譜・写譜・出版譜の有無・保管先などのデータを記載する。各曲に通し番号をふっていたが、これが現在のケッヘル番号となる。この時代順目録の前に、データを簡素化したジャンル別全作品目録を置く。先述したブライトコップ社のモーツァルト全集では、このジャンル分けが使われていた。
モーツァルトの作品目録は、ケッヘル以前にも存在した。一つはモーツァルト自身が作ったもので、1784年以後死没直前までの176曲が収められている。また幼少期の作品については父レオポルトも作成していた。しかしこの二つの作品目録には15年の空白期間がある。また、アロイス・フックスやレオポルト・フォン・ゾンライトナーもモーツァルトの作品目録を作成していたが、全作品を網羅するという意志がそもそも存在しないものだった。ケッヘルの目録はその質を異にするもので、もしこの目録がなければモーツァルト作品の多くが散逸してしまった可能性がある。
後の研究によって作品の成立時期が見直されたり、作品が新しく発見されたりしたため、この目録は何度か改訂された（最新版は第8版）。特にアルフレート・アインシュタインの第3版（1937年）と、フランツ・ギーグリンク（Franz Giegling）、ゲルト・ジーベルス（Gerd Sievers）、アレクザンダー・ワインマン（Alexander Weinmann）による第6版1964年）では大幅な訂正が行われている。